# Vlag van Haute-Vienne

Vlag van Haute-Vienne

De vlag van Haute-Vienne is de niet-officiële vlag van het Franse departement Haute-Vienne. Net als de meeste andere departementen van Frankrijk heeft Haute-Vienne geen officiële vlag, maar wordt de hier rechts afgebeelde vlag op niet-officiële wijze gebruikt. De vlag is afgeleid van het wapen van dit departement.
De vlag bestaat uit een wit veld met daarop zwarte hermelijnharen, met in het geheel staat binnen een rood kader, en in het midden toont een blauw golvende diagonale baan over het geheel.
Het ontwerp is afgeleid van de vlag van Limousin, met de golvende dwarsbalk dat doet denken aan de rivier de Vienne. De vlag is geïnspireerd op het ontwerp van het wapen dat in 1950 is voorgesteld door Robert Louis.
Naast deze vlag is er een logovlag in gebruik.

Vlag van Limousin
Logovlag (variant 1)
Logovlag (variant 2)